# Renato De Donato
Renato De Donato (Milano, 11 settembre 1986) è un ex pugile italiano di categoria superleggeri, campione nazionale della specialità nel 2012.

## Biografia

### Attività agonistica
Pugile dall'età di 17 anni, fu in nazionale da dilettante in varie competizioni di categoria quali Road to World Championship 2009 e le World Series of Boxing nella categoria 64 kg. 
Con uno score di 37 vittorie, 7 pareggi e 12 sconfitte tra i dilettanti, De Donato passò professionista nel 2010, esordendo con una vittoria contro Mario Lamberti.
A giugno 2012 divenne campione italiano superleggeri sconfiggendo ai punti Marco Siciliano, titolo difeso una prima volta pochi mesi dopo contro Marco Di Feto.
Difese di nuovo il titolo nel marzo 2013 a Monza contro Antonio Santoro (combattimento interrotto per ferita a quest'ultimo), ma lo perse nel giugno successivo a Lambrate contro Andrea Scarpa per K.O. tecnico alla settima ripresa.
Tentò successivamente la scalata al titolo WBC Latino categoria welter, ma fu sconfitto nel 2015 a Milano da Alessandro Caccia per K.O. alla sesta ripresa; nel 2016, due successivi tentativi di riconquistare il titolo italiano dei superleggeri (all'epoca vacante) contro Luciano Randazzo si risolsero in un pareggio a Milano e in una sconfitta ai punti a Valenza Po, che fu il suo incontro finale.
In carriera si guadagnò il soprannome di Chirurgo o, in inglese, di Surgeon, per la precisione e parsimonia nei colpi che ne caratterizzavano l'azione sul ring.

### Attività post-agonistica
Laureato in scienze motorie a Pavia e in magistrale e filosofia a Milano, è allenatore e docente a contratto in filosofia dello sport all'Università di Milano, oltre a essere istruttore della Federazione Pugilistica Italiana.

## Opere
- Renato De Donato, Gymnastēs. Pugilato tra metodologia e filosofia, Milano, Milano University Press, 2023, DOI:10.54103/milanoup.114, ISBN 979-12-5510-052-2.